# Реутинський професійний аграрний ліцей
ДПТНЗ «Реутинський професійний аграрний ліцей» — державний професійно-технічний навчальний заклад другого атестаційного рівня в селі Реутинці Кролевецького району Сумської області
Навчальний заклад здійснює підготовку робітників за напрямками: загальні для всіх галузей економіки; будівельні, монтажні і ремонтно-будівельні роботи; громадське харчування; сільське господарство. Основним замовником робітничих кадрів є ТОВ «Кролевецький комбікормовий завод», ПП «Майстер», Кролевецький РЕМ.

## Історія
20 жовтня 1936 року на базі свинорадгоспу (колишні будівлі поміщика Ринді) було відкрито школу бригадирів-комбайнерів, як тоді називалось училище механізації сільського господарства. Директором став Гарбузов Леонтій Павлович.
Училище мало два трактори, автомобілі, півтора десятка причіпних сільськогосподарських машин. Тут працювало 12 викладачів, вони ж були інспекторами виробничого навчання. Перший набір — 180 курсантів.
Йшов час. Багато випускників школи стали інженерами, вчителями, агрономами, зоотехніками, лікарями, військовими, передовиками сільськогосподарського виробництва.
Серед наших випускників і наукові працівники : Горкун Марія Іллівна, Кулик Віктор Кирилович. На всю Україну відоме ім"я заслуженого вчителя УРСР Івана Марковича Яновського, який викладав у школі українську мову та літературу — педагога за покликанням, людини, що присвятила себе літературній творчості (літературний псевдонім — Микита Коцюба). Його ім"ям посмертно названа одна з вулиць села Реутинці.
Училище механізації сільського господарства починаючи з післявоєнного періоду і донині успішно розвивається. Кабінети училища оснащені необхідними навчальними посібниками, діючими моделями усіх видів сільгосптехніки, іншими наочностями та технічними засобами навчання. Працює тут понад 50 висококваліфікованих працівників різних спеціальностей.
Колишньому директору училища Черняку Василю Панасовичу (1914–1962) учаснику Великої Вітчизняної війни, за відмінну постановку навчально-виховної роботи в училищі одному з перших в Україні було присвоєно почесне звання заслуженого вчителя професійно-технічних навчальних закладів.
За роки свого існування училище дало країні багато кваліфікованих спеціалістів сільського господарства різних профілів, а саме : трактористів — машиністів, бригадирів тракторних бригад, шоферів, механіків та ін. Багато випускників училища стали знатними механізаторами області, країни. Серед них удостоєні орденами Леніна В. М. Хожаінов з Богодухова, М. К. Колодка з Краснопільського району, Е. О. Котенко з Кустанайської області, Т. Р. Козинець з Кустанайської області. Славу училища складають випускники, які удостоєні звання Героя Соціалістичної Праці: Момот Євдокія Іванівна, Ступак Неоніла Захарівна, Лисенко Василь Іванович.
За високі показники в навчально-виховній роботі, за добросовісну працю колишній майстер училища Савицький Михайло Іванович (випускник цього ж училища) нагороджений Орденом Трудового Червоного Прапора. Його учень Манер кш став переможцем республіканського конкурсу профмайстерності молодих робітників. Майстру Карелу Михайлу Степановичу присвоєно звання робітник ПМ. Він також випускник СПТУ-2.
У 2003 році ПТУ-32 реорганізовано у Реутинській професійний аграрний ліцей, який очолює Чечель Валерій Вікторович. За останній час відкрито навчання за новими спеціальностями: кухар, муляр, штукатур, лицювальник-плиточник.

## Сьогодення
Сьогодні Державний професійно — технічний навчальний заклад «Реутинський професійний аграрний ліцей» готує спеціалістів за спеціальностями:
- електромонтер з ремонту та обслуговування електроустаткування; водій автотранспортних засобів (категорія «С»);
- муляр; штукатур; лицювальник-плиточник;
- тракторист-машиніст сільськогосподарського виробництва (категорія «А»); водій автотранспортних засобів (категорія «С»);
- тракторист-машиніст сільськогосподарського виробництва (категорія «А»);
- кухар, кондитер.

У закладі працює 38 педагогічних працівників. До послуг учнів п'ять навчальних корпусів для теоретичних та практичних занять, спортивний комплекс, гуртожиток, бібліотека, актовий зал, їдальня, медичний пункт.